# Динамо (футбольный клуб, Хмельницкий)
«Динамо-Хмельницкий» (укр. ФК «Динамо-Хмельницький») — бывший украинский футбольный клуб из Хмельницкого. Играл во Второй лиге группы А.

## Названия
- 2007—2008 — «Подолье-Хмельницкий» Хмельницкий.
- 2009—2013 — «Динамо-Хмельницкий» Хмельницкий.

## История
В 2007 году между руководством главной команды Хмельницкого «Подолья» и руководством города произошел конфликт, в результате которого «Подолье» переехало в Красилов. Областной центр остался без футбольной команды. Поэтому в Хмельницком образовался новый клуб «Подолье-Хмельницкий», который начал свой путь с любительского чемпионата, в котором провёл 8 матчей (5 побед, 1 ничья, 2 поражения).
Статус профессионального клуба «Подолье-Хмельницкий» получил 26 июня 2007 года. Первый матч на профессиональном уровне команда провела 20 июля в Кременчуге против местного «Кремня» (матч первого предварительного этапа Кубка Украины), который проиграла со счётом 0:1. Первый матч в чемпионате клуб провёл 29 июля в Борисполе против команды «Княжа» из села Счастливого, который проиграл 0:4.
В конце 2008 года по решению Хмельницкого городского совета коммунальное предприятие «Футбольный клуб «Подолье-Хмельницкий» ликвидировали. Таким образом хмельницкие депутаты дали путёвку в жизнь новой-старой команде — «Динамо», которая стала правопреемницей «Подолья-Хмельницкого» в чемпионате Украины по футболу во Второй лиге группы «А». Взять под опеку футбол согласилось руководство областного физкультурно-спортивного общества «Динамо».
2 марта 2009 года по решению бюро ПФЛ ФК «Подолье-Хмельницкий» был исключён из состава ПФЛ. Его правонаследником признано ООО «ПФК «Динамо» (г. Хмельницкий).
14 ноября 2013 года руководство ФК «Динамо-Хмельницкий» приняло решение о прекращении деятельности в статусе профессионального клуба, о чём и сообщалось в письме к Администрации ПФЛ.
16 ноября 2013 года было принято решение о расформировании клуба в связи с отсутствием финансирования и задолженностями перед игроками и руководством клуба.

## Выступления в чемпионате и Кубке Украины
| Сезон   | Лига  | Поз | И  | В  | Н | П  | З  | П  | О  | Кубок Украины |
| ------- | ----- | --- | -- | -- | - | -- | -- | -- | -- | ------------- |
| 2007/08 | 2 «А» | 3   | 30 | 17 | 7 | 6  | 47 | 28 | 58 | 1-й раунд     |
| 2008/09 | 2 «А» | 8   | 32 | 14 | 5 | 13 | 32 | 32 | 47 | 2-й раунд     |
| 2009/10 | 2 «А» | 5   | 20 | 10 | 3 | 7  | 28 | 16 | 33 | 1-й раунд     |
| 2010/11 | 2 «А» | 9   | 22 | 7  | 4 | 11 | 19 | 29 | 22 | 1-й раунд     |
| 2011/12 | 2 «А» | 10  | 26 | 6  | 4 | 16 | 23 | 50 | 22 | 1-й раунд     |
| 2012/13 | 2 «А» | 10  | 20 | 4  | 5 | 11 | 12 | 22 | 17 | 2-й раунд     |
| 2012/13 | гр.3  | 4   | 5  | 0  | 1 | 4  | 1  | 10 | 1  | 2-й раунд     |
| 2013/14 | 2 «А» | 19  | 36 | 3  | 2 | 31 | 18 | 52 | 11 | 2-й раунд     |